# Pyton angolski
Pyton angolski (Python anchietae) – gatunek węża z rodziny pytonów (Pythonidae).
Osobniki tego gatunku osiągają rozmiary od 100 do 120 centymetrów. Najdłuższa zanotowana samica mierzyła 152 centymetry, samiec 129 centymetrów.
Podstawą pożywienia są ptaki i małe ssaki. Samica składa w lecie 5–6 dużych jaj, z których po 60–70 dniach wykluwają się młode węże mierzące 44–50 cm długości.
Węże te zamieszkują górzyste tereny w Angoli i Namibii.